# Берти, Марко
Ма́рко Бе́рти (итал. Marco Berti; 13 января 1962, Комо) — итальянский оперный певец, тенор.

## Биография
Марко Берти учился в Миланской консерватории имени Джузеппе Верди у Джованны Канетти (окончил в 1989 году). В 1990 году дебютировал в театре Козенцы, исполнив партию Пинкертона в опере Мадам Баттерфляй Дж. Пуччини. Эту роль он получил благодаря победе в IV международном конкурсе им. Станислао и Джузеппе Джакомантонио.
В 1991 году спел партию Дона Фернандо Гевары в концертном исполнении оперы Христофор Колумб А. Франкетти в Франкфурте-на-Майне (первом за полвека). В театре Ла Скала дебютировал в 1992 году в партии Эдмонта в опере Манон Леско (дирижёр Л. Маазель). В дальнейшем выступал на многих мировых оперных площадках, исполняя партии Радамеса (Аида), Отелло, Хозе (Кармен), Каварадосси (Тоска), Калафа (Турандот) и др.
«Марко Берти — воистину отличный Радамес, на его счастье, небо подарило ему голос ясный, звонкий, с необходимым для этой партии героическим оттенком. С годами певец вырос, и ныне ему подвластны тонкие нюансы даже в высоком регистре. Недостаток же артиста сродни недостатку героя, в роли которого он выступает: Берти не наделен яркой артистической индивидуальностью, подобно тому, как Радамес — всего лишь носитель страстей, но не живой человек».
Также проводит мастер-классы по оперному искусству.